# Mario De Renzi
Mario De Renzi (* 17. November 1897 in Rom; † 22. November 1967 ebenda) war ein italienischer Architekt.

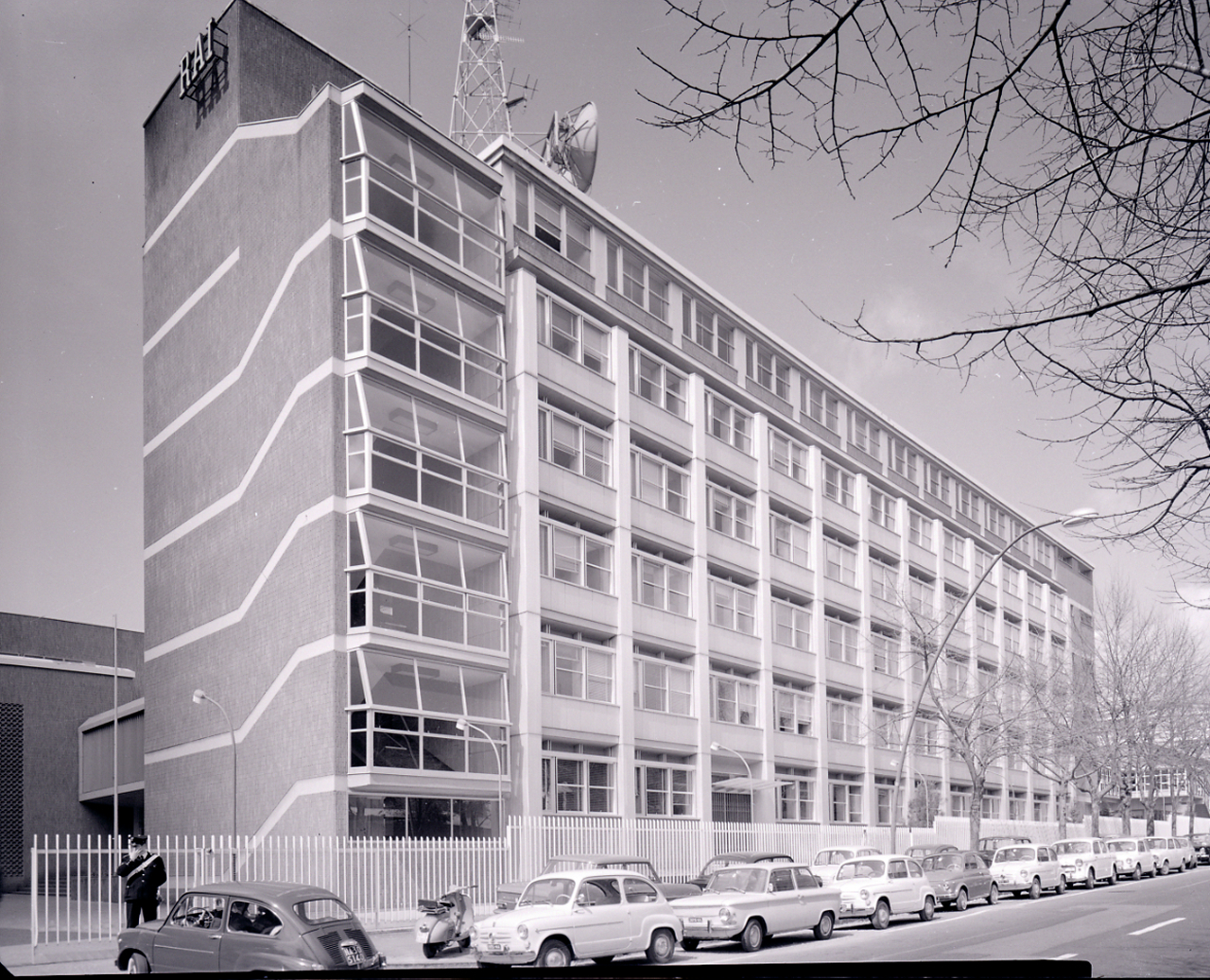
RAI-Produktionszentrum von Neapel (mit Renato Avolio De Martino und Raffaele Contigiani). Foto von Paolo Monti, 1966.

Ausgebildet wurde De Renzi an der Accademia di Belle Arti in Rom. Dort war er unter anderem Schüler von Marcello Piacentini und Arnaldo Foschini. Er gehörte zu den Aktivisten des konservativen Kulturzirkels Associazione Artistica fra i Cultori dell’Architettura in Rom, dem außerdem Persönlichkeiten wie Piacentini, Gustavo Giovannoni, Innocenzo Sabbatini und Manfredo Manfredi angehörten.
Zu seinen bekanntesten Werken gehört die Ausstattung der Ausstellung zum 10. Jahrestag der faschistischen Revolution, für die er 1932 den Palazzo delle Esposizioni zusammen mit Adalberto Libera umgestaltete. Ein weiteres wichtiges Bauwerk, das zugleich ein Beitrag zur rationalistischen Architektur in Rom ist, ist der Palazzo delle Poste in der Via Marmorata in Rom, den er ebenfalls gemeinsam mit Libera entwarf.
Im Gegensatz zu Libera, der als Funktionär des MIAR die radikale Moderne in Italien anführte, gehörte De Renzi jenen Kreisen von römischen Architekten an, die die Erneuerung der Architektur in Kontinuität zum kulturgeschichtlichen Substrat der Stadt begriffen. Giorgio Muratore zählt ihn in eine Kontinuitätslinie mit Architekten wie Enrico Del Debbio, Piacentini aber auch Mario Ridolfi, Ludovico Quaroni, Bruno Zevi und Paolo Portoghesi.